# Alycaeus balingensis
Alycaeus balingensis là một loài ốc trong họ Cyclophoridae, được Tomlin miêu tả khoa học lần đầu tiên năm 1948. Loài này phân bố ở Malaysia.